# Thrasybulus van Milete
Thrasybulus van Milete (Oudgrieks Θρασύβουλος) was rond het begin van de 6e eeuw v.Chr. tiran van Milete.
Hij wordt door Herodotus, Aristoteles en Dionysius van Halikarnassos genoemd. Hem wordt de machiavellistische doctrine toegeschreven om, teneinde alleenheerser te blijven, alle concurrenten te vermoorden. Een bekende anekdote is dat hij zijn vriend Periander, de tiran van Korinthe, een demonstratie gaf van zijn politiek, door met een zeis alle uitstekende koren op een veld af te kappen (Herodotos, V 92.6-7). In andere anekdotes wordt deze demonstratie echter weer aan Periander zelf toegeschreven (Aristoteles, Politeia III 13 v. 10).
Thrasybulues wist tot zijn dood stand te houden tegen de Lydiërs en door een list wist hij hun aanvoerder Alyattes tot een vredesverdrag te brengen in 612 v.Chr. (Herodotos, I 19-22).